# Mango (logiciel d'imagerie médicale)
 (mai 2025).
 (mai 2025).
Mango (anglais : Multi-image Analysis GUI) est une solution multi-plateforme pour la  visualisation d'images multi-dimensionnelles pour l'imagerie médicale.
Lancé [Quand ?], le projet est maintenu par Jack L. Lancaster, Ph.D. et Michael J. Martinez.